# Триколор (компания)
Триколор (до 15 августа 2018 года — «Триколо́р ТВ») — мультиплатформенный оператор, развивающий на территории России единое информационное пространство развлечений и сервисов для всей семьи, доступное с любого устройства, в любом месте и вне зависимости от времени. Наряду с ТВ, которое можно смотреть как через спутник, так и в интернете, развивает digital-сервисы и услуги, включая онлайн-сервис, системы «Триколор Умный дом» и «Триколор Видеонаблюдение» и спутниковый интернет.
Осуществляет вещание на всей территории России со спутников Eutelsat 36B и «Экспресс-АМУ1» (36° в. д.), «Экспресс АТ1» (56° в. д.).
По итогам I квартала 2021 года общая база Триколора составила 12,257 млн домохозяйств, в том числе 10,3 млн подписчиков HDTV и 300 тыс. UHD-клиентов. Число пользователей интернет-проекта (ОТТ) — 1,2 млн человек (2020 г.).

## История компании
«Национальная спутниковая компания» основана в октябре 2005 года. В ночь на 1 октября 2005 года начато тестовое вещание со спутника Eutelsat 36A, а 12 ноября — начато вещание в штатном режиме на европейскую часть России телеканалов «Россия», «Культура», «РЕН ТВ», «ДТВ», «ТВ-3».
К концу мая 2006 года к оператору подключилось 150 тыс. клиентов, к февралю 2007 года — 500 тыс. домохозяйств. С мая 2007 года введены платные пакеты. 14 января 2008 года был зарегистрирован миллионный клиент.
В марте 2008 года начато вещание на Сибирь со спутника «Бонум-1».К июлю 2009 года число клиентов достигло 5 млн, а к январю 2010 года — 6 млн. 1 февраля 2010 года «Триколор ТВ» начал предоставлять доступ к телеканалам в формате MPEG-4, с 1 сентября 2011 года транслируются радиопередачи. К ноябрю 2011 года общая абонентская база достигла 9 млн, а 22 марта 2012 года к оператору подключился 10-миллионный клиент.
7 февраля 2012 года «Триколор ТВ» объявил о радикальной смене стратегии.
С апреля 2012 года в эфирную сетку вошли зарубежные телеканалы: France 24, Deutsche Welle, National Geographic, Nat Geo Wild и др., а также 10 телеканалов в формате HDTV.

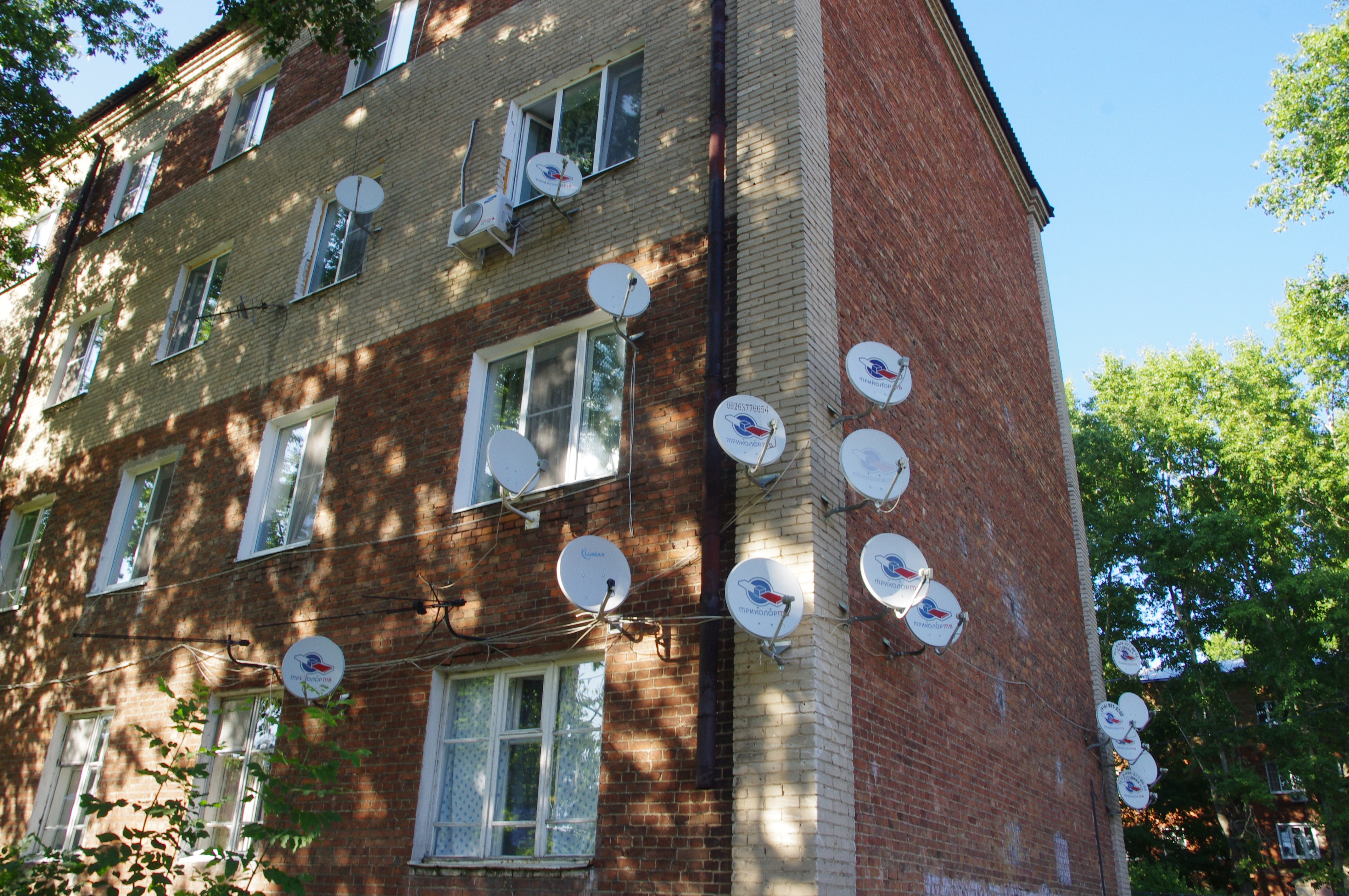
Спутниковые тарелки Триколор ТВ на доме в рабочей окраине Павловского Посада (2013)

Также в 2012 году оператор запустил производство телеканалов. В настоящее время у Триколора 21 телеканал, 10 из которых доступны только в ОТТ.
12 января 2013 года число подписчиков услуги «Триколор ТВ Full HD» достигло 1 миллиона домохозяйств. Контентное предложение оператора было доведено до 25 HD-телеканалов; в декабре 2012 года в пакет вошли федеральные «Первый канал HD» и «Россия HD».
9 апреля 2013 года «ВТБ Капитал» объявил о приобретении миноритарного пакета акций «Национальной спутниковой компании». В пресс-релизе сообщалось, что «ВТБ Капитал, как глобальный инвестиционный банк и финансовый инвестор в данной транзакции, будет способствовать росту капитализации активов „Триколор ТВ“ и поможет подготовить компанию к IPO через несколько лет».
27 июня 2013 года «Триколор ТВ» первым из российских операторов осуществил публичную спутниковую телевизионную трансляцию в формате сверхвысокой четкости UHDTV 4K. Для прямой спутниковой трансляции контента UHDTV 4K использовался 34 транспондер спутника Eutelsat 36A. Данные в MPEG-4 были переданы со скоростью 40 Мбит/с, при частоте 25 кадров в секунду с разрешением изображения 3840×2160 пикселей. 22 октября 2014 года «Триколор ТВ» запустил первый в России телеканал в формате Ultra HD 4K с поддержкой новейшего формата видеосжатия HEVC/H.265. 20 июля 2016 года «Триколор ТВ» первым в России запустил в коммерческую эксплуатацию пакет телеканалов в формате Ultra HD.
26 января 2015 года была проведена унификация тарифов — всем абонентам «Триколор ТВ» стала доступна основная услуга — пакет «Единый». 15 февраля 2016 года абонентам оператора стал доступен пакет спортивных телеканалов «МАТЧ! ФУТБОЛ», включающий в себя телеканалы «МАТЧ! Футбол 1», «МАТЧ! Футбол 2» и «МАТЧ! Футбол 3».
В апреле 2015 года «Триколор ТВ» стал первым оператором платного телевидения, включившим в свою сеть телеканал CNN, после возобновления телеканалом российской вещательной лицензии.
В ноябре 2015 года оператор открыл собственный информационно-развлекательный интернет-портал на базе онлайн-журнала Tricolor TV Magazine — tricolortvmag.ru.
23 апреля 2016 года «Триколор ТВ» вошёл в Книгу рекордов Гиннесса, установив на ВДНХ гигантскую инсталляцию из 4 000 скворечников.
7 сентября 2016 года совместно с оператором спутникового интернета Eutelsat Network «Триколор ТВ» начал эксплуатацию услуги двустороннего спутникового интернет-доступа. Услуга позволяет получить к интернету на скоростях до 40 Мб/с для прямого и до 12 Мб/с для обратного канала связи в зоне покрытия спутника «Экспресс-АМУ1».
26 октября 2016 года «Триколор ТВ» официально объявил о запуске собственного онлайн-кинотеатра kino.tricolor.tv.
К 2020 году оператор включил в сетку вещания через спутниковое ТВ и в ОТТ 40 зарубежных телеканалов в различных форматах, в том числе в 4K и HD. Среди них — CNN International, Cartoon Network, Deutsche Welle, Paramount Channel, Nickelodeon HD, History HD, Eurosport 4K, Mezzo и т. д.
Всего в европейской зоне вещания Триколора доступно порядка 300 телеканалов, в том числе в формате HD и 4К, и 45 радиостанций.

## Собственная экосистема
15 августа 2018 года компания начала работать под брендом «Триколор» с обновлённым логотипом. С ноября того же года клиенты с активной подпиской на пакет каналов «Единый» получили возможность просмотра каналов оператора на мобильных устройствах.
В марте 2019 года компания запустила новый сервис — «Триколор Умный дом», для работы которого необходим модуль управления, подключенный к ТВ-приставке для приёма телеканалов Триколора, с набором периферийных устройств.
С 2020 года компания объявила о формировании собственной экосистемы. Она станет пространством сервисов, отвечающих различным запросам клиентов: развлечения, развитие, обучение и т. д. Ключом для входа в эту цифровую среду является идентификатор клиента Триколор ID. Преимущество и отличие состоят в том, что единым окном доступа к различным сервисам и услугам является большой экран (Big screen), время взаимодействия россиян с которым в среднем составляет 4,5 часа в сутки.

### ТВ-вещание в интернете (ОТТ)
6 сентября 2017 года «Триколор ТВ» объявил о начале вещания не только через спутник, но и через интернет. Сервис «Онлайн ТВ» доступен владельцам гибридных приёмников (спутник + интернет) и позволяет переключать со спутникового вещания на интернет-просмотр.
В конце 2017 года оператор объявил об изменении бизнес-стратегии компании — трансформации из оператора линейного телевидения в мультиплатформенного оператора. Основным продуктом компании становится единый комплекс цифровых услуг и сервисов, включающий телесмотрение.
В августе 2018 Триколор запустил сервис ТВ-вещания в интернете (ОТТ), клиенты получили возможность просматривать контент непосредственно на телевизорах с поддержкой функции Smart TV (от англ. «умное телевидение») без использования приёмного оборудования. Приложение «Триколор Онлайн ТВ» (сейчас — «Триколор Кино и ТВ») появилось на телевизорах с операционной системой Android TV.
В декабре 2018 года Триколор представил мобильное приложение для iOS и Android и приложение для телевизоров Samsung Smart TV на платформе Tizen.
25 февраля 2020 года состоялся релиз приложения для Huawei AppGallery — официальной платформы дистрибуции приложений Huawei.
В марте «Триколор Кино и ТВ» появилось на телевизорах LG, работающих на платформе WebOS 2.0.
В апреле 2020 года приложение «Триколор Кино и ТВ» стало доступно на Apple TV.
В августе 2020 года ОТТ-сервис Триколора был запущен на web-платформе kino.tricolor.tv.
За год число пользователей онлайн-сервиса достигло 1 млн человек, или 8 % от абонентской базы оператора. По итогу 2020 года количество клиентов в ОТТ достигло 1,2 млн зрителей.
В рамках ТВ-вещания в интернете Триколор представил собственный онлайн-проект «Большой эфир» с трансляциями спортивных соревнований, культурных мероприятий, развлекательных и познавательных шоу и событий космической отрасли.
Партнёром проекта «Большой эфир» в 2020 году стал Александринский театр. В апреле 2020 года в рамках сотрудничества прошла первая онлайн-премьера спектакля Теодороса Терзопулоса «Маузер».
Также весной 2020 года оператор получил эксклюзивные права на прямые трансляции боев «Стрелка» — крупнейшего в мире бойцовского клуба.
В марте 2020 года Триколор запустил проект «Спортивный», включающий в себя три телеканала — «Футбольный», «Хоккейный» и «Спортивный» — и стриминговый онлайн-сервис «Наш спорт», который доступен бесплатно и без авторизации.

### Система видеонаблюдения
В 2020 году оператор запустил сервис «Триколор Видеонаблюдение» для видеонаблюдения в помещении и на улице. Система позволяет просматривать видео с камеры через мобильное приложение или веб-интерфейс и получать уведомления на смартфон.

## Авторизованные дилеры и магазины
В ноябре 2016 года сеть насчитывала 400 Фирменных салонов в 300 городах РФ. В августе 2015 года Триколор открыл под собственным брендом сеть магазинов. В декабре 2020 года сеть насчитывала 367 Фирменных салонов в 283 городах РФ.

## Коммерческие показатели
Начиная с 2011 года, «Триколор ТВ» регулярно предоставляет публичные данные о количестве абонентов, выручке и среднем чеке с абонента (ARPU).
| Год  | Кол-во подключений    | Кол-во платящих абонентов | Кол-во HD-абонентов | Количество UHD-клиентов | Выручка         | ARPU       |
| ---- | --------------------- | ------------------------- | ------------------- | ----------------------- | --------------- | ---------- |
| 2011 | 9 млн                 | неизвестно                | не было HD-пакетов  |                         | 4,8 млрд руб.   | 629 руб.   |
| 2012 | 11,9 млн              | неизвестно                | около 1 млн         |                         | 6,3 млрд руб.   | 726 руб.   |
| 2013 | 14,1 млн              | 10,1 млн                  | 3,1 млн             |                         | 8,1 млрд руб.   | 805 руб.   |
| 2014 | более 15 млн          | 10,9 млн                  | 4,55 млн            |                         | 10,4 млрд руб.  | 998 руб.   |
| 2015 | больше не учитывается | 11,8 млн                  | 6,6 млн             |                         | 14,85 млрд руб. | 1 315 руб. |
| 2016 | больше не учитывается | 12,14 млн                 | 8,5 млн             |                         | 17,9 млрд руб.  | 1 495 руб. |
| 2017 | больше не учитывается | 12,28 млн                 | 9,6 млн             |                         | 19 млрд руб.    | 1 529 руб. |
| 2018 | больше не учитывается | 12,226 млн                | более 10 млн        |                         | прирост 12 %    | 1 678 руб. |
| 2019 | больше не учитывается | 12,23 млн                 | более 10 млн        | 125 тыс.                | н/д             | н/д        |
| 2020 | больше не учитывается | 12,257 млн                | более 10 млн        | 250 тыс.                | н/д             | н/д        |

## Руководство
Вещание под торговой маркой «Триколор» осуществляет НАО «Национальная спутниковая компания».

## Сотрудничество с зарубежными студиями
В декабре 2013 года оператор подписал контракт с Disney о долгосрочном сотрудничестве. В декабре 2020 года Триколор совместно с компанией Disney в России запустил акцию «Сказочный год».
«Триколор ТВ» и компания Paramount Pictures в апреле 2014 года подписали лицензионное соглашение на показ в премиальном пакете оператора новых картин студии. В 2015 году в репертуаре «Триколор ТВ» появилось свыше 160 художественных фильмов из видеотеки студии.
Летом 2018 года компании провели совместное масштабное мероприятие в Москве и Санкт-Петербурге — «Ночь сериалов».
«Триколор» ведёт многолетнее сотрудничество с ведущими голливудскими студиями по закупке контента для собственных каналов и сервисов. У оператора есть действующие контракты с мейджорами в сегменте Pay TV (вкл. Ultra HD) и VoD (англ. Video on Demand — видео по запросу): Paramount Pictures, Warner Bros., NBCUniversal, Sony Pictures Television, Liоnsgate, New Regency и Disney.

## Награды и премии
- Лауреат российского конкурса «МедиаБренд 2020» в номинациях «Лучший брендинг (TV & digital)», «Лучший монтаж (TV & digital)» и «Лучшая промокампания фильма или сериала»[67].
- Победитель международной премии в области развлекательного маркетинга и дизайна Promax Awards: Global Excellence 2020 (второе место) за промокампанию телеканала «Остросюжетное». Проект участвовал в номинации «Промоакции и кампании по продвижению бренда» конкурсной группы «Спутниковое и кабельное ТВ»[68].
- Лауреат премии «Большая Цифра» — 2020 в номинации «За развитие инновационных технологий в области спутникового телерадиовещания»[69].
- Лауреат премии «Народная Марка» — 2020 в категории «Услуги и сервисы»[70].

### Социально значимые проекты
- Поддержка культурно-просветительского проекта «Открытый город» в Санкт-Петербурге (2-4 сезоны)[71].
- Поддержка XVIII Международного марафона «Триколор ТВ Белые ночи» — 2017[72].
- В апреле 2020 года специалисты Контактного центра Триколора присоединились к работе петербургской Единой справочной службы по вопросам, связанным с коронавирусом. Ежедневно Контактный центр Триколора мог обрабатывать от трёх до шести тысяч обращений от жителей Санкт-Петербурга по единому телефону 122[73].
- Весной 2020 года совместно с Министерством просвещения оператор запустил спецпроект «МОЯ ШКОЛА в online», с помощью которого учащиеся средних школ смогли продолжать обучение в дистанционном формате, находясь на самоизоляции[74].

## Критика
15 сентября 2009 года стало известно, что медиахолдинг «Газпром-Медиа» подписал с НСК протокол о намерениях, согласно которому часть услуг и каналов «НТВ-Плюс» может стать доступной абонентам «Триколор ТВ». Данной сделкой заинтересовалась Федеральная антимонопольная служба, так как после предполагаемой сделки «Газпром-Медиа» обслуживал бы 97 % зрителей спутникового телевидения, но дальше подписания соглашения о стратегическом партнёрстве сделка не продвинулась.
3 июня 2010 года все абоненты, имеющие ресиверы и модули с картой доступа так называемой 12-й серии (третья и четвёртая цифры в номерах таких карт — 1 и 2), были отключены от просмотра всех телеканалов, входящих в «Триколор ТВ». По официальным данным пострадало 25 тысяч абонентов, по неофициальным — много больше. «Триколор ТВ» только спустя несколько дней выпустил официальное подтверждение о существовании проблем, при этом они отказались признавать свою вину и сослались на якобы хакерскую атаку. Специалисты в области спутникового телевидения не нашли ничего логичного в официальной версии оператора. Более того оператор отказался восстанавливать работу карт 12-й серии и возложил все расходы по восстановлению просмотра телевидения на самих абонентов. Все, кто хотел продолжить просмотр телеканалов, обязаны были купить новую карту доступа, а старую сдать. Для этого оператор организовал акцию «Двенадцать». На фоне плановых и бесплатных замен карт доступа оператором НТВ-Плюс, данная акция была воспринята абонентами «Триколор ТВ» как издевательство. По факту старые карты не сдавались, а возвращались абонентам с пробитым чипом, не позволяющим далее эксплуатировать карту. Вопросом замены карт занимался ключевой партнёр «Триколор ТВ» NoLimit Electronics. При этом стоимость замены карт у партнёров по России составила от 500 до 600 рублей. Учитывая, что с момента старта в 2005 по 2009 год, как минимум, «Триколор ТВ» регистрировал оборудование на сайте или через установщиков, не прилагая бумажный экземпляр договора на обслуживание, у абонентов не было на руках ни одного подтверждающего документа, которые позволили бы подать на оператора в суд. Следуя официальным цифрам оператор заработал на этом не менее 12 500 000 рублей.
В феврале 2014 года из пакета «Триколор ТВ» после скандального опроса о блокаде Ленинграда был выведен телеканал «Дождь». В связи с этим Алексей Навальный призвал читателей своего блога пожаловаться в ФАС на кабельных и спутниковых операторов, отключивших телеканал «Дождь».
В 2015 году, после запуска многоканального пакета «Единый», владельцы приёмного оборудования «Триколор ТВ», не оплачивающие основной услуги оператора, лишились доступа к некоторым ранее бесплатным федеральным телеканалам. «Триколор ТВ» объяснил отключение переходом на международные стандарты учёта абонентов с 1 января 2015 года. Действительно, с начала 2015 года «Триколор ТВ» стал учитывать только платящих абонентов. С физическими лицами, не оплачивающими основной услуги, таким образом, автоматически разрывался абонентский договор, компания не несла никаких обязательств по отношению к неплательщикам. Тем не менее, это привело к многочисленным обращениям неплатящих пользователей в Роскомнадзор. 10 июня стало известно, что Роскомнадзор постановил возобновить оказание услуг связи пользователям по трансляции общероссийских обязательных общедоступных телеканалов, либо устранить нарушения любым доступным законным способом до 1 декабря 2015 года. Помимо этого, свои проверки провели прокуратура и ФАС. Однако, никаких мер в отношении оператора по результатам проверок не последовало, предписания регулирующих органов были выполнены. 25 декабря 2015 года ФАС оценила рыночную долю «Триколор ТВ» в 38,5 %, но не признала компанию доминирующей на рынке. 27 января 2016 года стало известно о том, что Роскомнадзор также отказал потребителям в жалобе на оператора, признав за «Триколор ТВ» право взимать с абонентов плату за обслуживание линии связи.
1 декабря 2016 года оператор прекратил в своей сети вещание трёх телеканалов группы Discovery Network (Discovery Channel, Eurosport 1 и TLC), посчитав завышенной стоимость лицензионных отчислений правообладателю. Со своей стороны, представитель Discovery Григорий Лавров заявил, что «Триколор ТВ» выдвинул «неприемлемые условия», не пояснив подробности. По его словам, предложение оператора «ставит его в привилегированное положение по отношению ко всему рынку». Представитель «Триколор ТВ» заверил, что у оператора есть аналогичные телеканалы в составе основного пакета.
19 октября 2017 года стало известно о том, что оператор прекратит транслировать телеканалы «Амедиа ТВ». Генеральный директор «Амедиа ТВ» Денис Горшков заявил, что сторонами не достигнуты коммерческие договорённости и призвал абонентов обращаться в службу техподдержки с целью давления на оператора. В свою очередь, в Триколор заявили, что причиной отключения являются низкие рейтинги телеканалов «Амедиа ТВ».
1 февраля 2021 года для абонентов стали недоступны распространяемые «Ред Медиа» (подразделение «Газпром-Медиа Холдинга») каналы, среди которых и каналы холдинга «Матч!». Заместитель генерального директора Николай Орлов на пресс-конференции 1 марта 2021 года заявил, в частности, о высокой стоимости прав на трансляции спорта высоких достижений и международных соревнований, при этом был презентован проект из собственных спортивных каналов, нацеленный на поддержку российского спорта в виде трансляций внутрироссийских региональных соревнований.